# Neisser-Färbung
Die Neisser-Färbung (Polkörperchenfärbung) ist eine mikrobiologische Färbung zur Darstellung der Polkörperchen (metachromatische Granula, Polkörnchen, Polyphosphat-Granula) im Zytoplasma mancher grampositiver Bakterien. Die Neisser-Färbung spielt vor allem bei der Diagnostik von Corynebacterium diphtheriae eine Rolle. Die Polkörperchen stellen sich nach dieser Färbung blauschwarz dar.

## Methode
Das hitzefixierte Präparat wird zwei Minuten lang mit einer frisch angesetzten Lösung aus einem Volumenteil wässrig-alkoholischer Kristallviolett-Lösung und zwei Volumenteilen einer wässrigen Eisen-Methylenblau-Lösung bedeckt. Die Gegenfärbung erfolgt eine Minute mit einer wässrigen Chrysoidin-Lösung.
Die Polkörperchen sind blauschwarz, während sich das übrige Bakterium gelbbraun darstellt.

## Historisches
Die Färbetechnik wurde von dem Bakteriologen Max Neisser (1869–1938, Frankfurt am Main) entwickelt.